# Aloeides pringlei
Aloeides pringlei is een vlinder uit de familie van de Lycaenidae. De wetenschappelijke naam van de soort is voor het eerst geldig gepubliceerd in 1976 door Tite & Dickson.